# Nöteborgi béke
A nöteborgi béke, amelyet Oresek erődben, (másképp Orehovec) (Pähkinäsaari), írtak alá 1323. augusztus 12-én, Svédország és Novgorod között szabályozta a határokat. Ez volt az első olyan béke, amely Svédország–Finnország és a jövendőbeli Oroszország között megszabta a határt.

## A békeszerződés tartalma
A szerződést (amelyet „örök békének” hívtak) a német kereskedők segítségével jött létre. Mintegy nemes gesztusként, a novgorodi Jurij Danyilovics fejedelem átadott három karéliai közösséget a svédeknek. Ennek fejében Svédország távol tartotta magát mindenféle beavatkozástól Novgorod és Narva között. Mindkét félnek tilos volt várakat építeni a határok mentén.
A béke a határt Viborg városától keletre és északra szabta meg, így kettévágta Karéliát és Savolax tartományt, majd a Botteni-öbölnél ért véget a Pyhäjoki folyó körül. Csak a déli rész volt stratégiai fontosságú, és ez volt tisztán megjelölve a szerződésben. Az északi része a határvonalnak csak vad tájakon ment keresztül és nem volt nagy fontossága. Ez később komplikációkhoz vezetett, amikor Szent Olaf várát 1475-ben felépítették, mivel ez a határ novgorodi oldalán volt.
Az 1595-ös teusinai béke a határt még keletebbre tolta.